# جون كانليف
جون كانليف (بالإنجليزية: John Cunliffe)‏ (4 فبراير 1930 بويغان في المملكة المتحدة - 15 نوفمبر 1975 في المملكة المتحدة) هو لاعب كرة قدم بريطاني في مركز جناح ‏. لعب مع بورت فايل وستوك سيتي وماكليسفيلد تاون وBuxton F.C. ‏ وستافورد رينجرز.